# L'Éclipse (chanson)
Pour les articles homonymes, voir Éclipse (homonymie).
Singles par Calogero
Les Feux d'artifice
(2014) Le portrait
(2015)
L'Éclipse est une chanson composée par Calogero, parue en 2014 sur l'album Les Feux d'artifice, interprétée par Calogero et sortie comme troisième extrait de cet album en single en mai 2014.

## Classements hebdomadaires
| Classement (2014)                       | Meilleure position |
| --------------------------------------- | ------------------ |
| Belgique (Wallonie Ultratop 50 Singles) | 11                 |
| France (SNEP)                           | 34                 |